# Се Сяолян
Се Сяолян (кит. упр. 谢晓亮, пиньинь Xiè Xiǎoliàng; англ. Xiaoliang Sunney Xie; род. 24 июня 1962, Пекин, КНР) — американский учёный китайского происхождения с интересами в областях физикохимии, биофизики, биохимии, молекулярной биологии, геномики и клинической медицины. 
Профессор Гарвардского университета, член Национальной академии наук США (2011) и Национальной медицинской академии США (2016), иностранный член Китайской академии наук (2017). Лауреат премии медицинского центра Олбани (2015) и других отличий.

## Биография
Окончил Пекинский университет (бакалавр химии, 1984). В 1990 году получил степень доктора философии по химии в Калифорнийском университете в Сан-Диего, под началом профессора John Douglas Simon. С 1990 по 1992 год фелло-постдок в Чикагском университете у профессора Graham R. Fleming. С 1992 по 1998 год в Pacific Northwest National Laboratory, достиг должности шеф-учёного. С 1999 года профессор химии Гарвардского университета, именной профессор Mallinckrodt Professor of Chemistry and Chemical Biology с 2009 года и с того же года приглашённый именной профессор Пекинского университета. 
Член Американской академии искусств и наук (2008) и Американской академии микробиологии (2012), фелло Biophysical Society (1996), Американского физического общества (2008), Оптического общества (2014), Американской ассоциации содействия развитию науки (1996), почётный фелло Китайского химического общества (2010). 
Опубликовал более 70 журнальных статей, имеет три патента.

## Награды и отличия
- Coblentz Award, Coblentz Society[англ.] (1996)
- Sackler-Preis[нем.] по химии (2003)
- National Institutes of Health Director's Pioneer Award[англ.] (2004[3], 2013)
- Премия Уиллиса Лэмба (2007)
- Berthold Leibinger Zukunftspreis[англ.] (2008)
- Премия Эрнеста Лоуренса министерства энергетики США (2009)
- Biophysical Society[англ.] Founders Award (2012)
- Harrison Howe Award, Рочестерская секция Американского химического общества (2012)
- Edward Mack, Jr. Lecture, Университет штата Огайо (2012)
- Ellis R. Lippincott Award[англ.], OSA, Coblentz Society & SAS (2013)
- Премия Гумбольдта одноименного фонда (2014)
- Peter Debye Award[англ.] Американского химического общества (2015)
- Премия медицинского центра Олбани (2015)
- Shizhang Bei[англ.] Prize по биофизике, Китайское биофизическое общество (2015)
- Mendel Lectures[англ.] (2015)
- Ray Wu Award, Chinese Biological Investigators Society (2016)
- Qiu Shi Outstanding Scientist Award, Qiu Shi Science & Technologies Foundation (2017)[1]